# 佐藤真瑚
佐藤 真瑚（さとう まこ、1992年3月20日 - ）は、日本のファッションモデル、2016 Miss Universe日本大会3位、福島県福島市生まれ、昭和音楽大学出身。

## 略歴
2013年4月から1年半、福島テレビでレポーターを務める。2016年の ミス・ユニバース・ジャパンで3位に輝く。
その後、フリーランスのモデルへと転身しブライダル広告を中心とした活動を行う。
2024年8月に、オスカープロモーションに所属したことを発表した。